# أنطونيو ألين
أنطونيو ألين (بالإنجليزية: Antonio Allen)‏ هو لاعب كرة قدم أمريكية أمريكي، ولد في 23 سبتمبر 1988 في أوكالا في الولايات المتحدة.

## وصلات خارجية
- أنطونيو ألين على موقع مرجع كرة القدم المحترفة.كوم (الإنجليزية)